# 永岡俊一
永岡 俊一（ながおか としかず、1906年〈明治39年〉11月23日 - 没年不明）は、日本の実業家。南房総エンタープライズ社長。横浜ゴム元専務。講道館元評議員。全日本柔道少年団元理事長。父は柔道家で講道館10段の永岡秀一。

## 経歴
永岡秀一・久代の長男に生まれる。1930年に慶應義塾大学経済学部を卒業後、横浜護謨製造（現・横浜ゴム）に入社。1938年仙台出張所主任となり上海出張所主任、興亜ゴム工業取締役支配人、横浜護謨営業部次長兼東京支店長、総部・人事各部長を経て、1955年8月取締役に就任。1957年8月常務に推され、翌年8月に専務就任。

## 人物
柔道は六段の腕前。趣味は謡曲・仕舞。

## 家族・親族
- 父・永岡秀一
柔道家。講道館10段。
- 妻・澄江
川村学園専修科卒。渋谷吉五郎の次女。
- 長男・秀昭
慶應義塾大学経済学部卒。日本軽金属元常務取締役。柔道四段。
- 長男の妻・秀代
聖心女子大学文学部卒。父は医学博士の小高秀夫。
- 次男・俊昭
慶應義塾大学法学部卒。いすゞ自動車元勤務。柔道二段。
- 次男の妻・幸江
武蔵野美術大学卒。兼安金治の長女。
- 三男・慶三
慶應義塾大学工学部卒。教育工学者。工学博士。早稲田大学名誉教授[4]。
- 三男の妻・栄子
日本女子大学家政学部卒。父は本州製紙元副社長の水谷英男[5]。
- 長女・久子
フェリス女学院短期大学卒。
- 娘婿・大河原昭次
実業家。慶應義塾大学経済学部卒。
- 孫婿・河野太郎
政治家。慶應義塾大学経済学部中退、ジョージタウン大学卒。